# Oswaldo
Oswaldo da Silva Dantas (ur. 11 listopada 1960 w Rio de Janeiro) – piłkarz brazylijski występujący podczas kariery na pozycji środkowego obrońcy.

## Kariera klubowa
Karierę piłkarską Oswaldo zaczął w klubie Botafogo FR w 1979. W lidze brazylijskiej zadebiutował 14 lutego 1981 w zprzegranym 0-2 meczu z Goiás EC. Również w Botafogo 29 stycznia 1987 w wygranym 1-0 meczu z SE Palmeiras wystąpił po raz ostatni w lidze. Ogółem w latach 1981–1987 w lidze brazylijskiej Oswaldo rozegrał 37 spotkań.
W latach 1987–1989 występował w Mogi Mirim EC, a w 1989 w Sporcie Recife. Ostatnim klubem w karierze Oswaldo było Athletico Paranaense, gdzie zakończył karierę w 1993. Z Athletico Paranaense zdobył mistrzostwo stanu Parana – Campeonato Paranaense w 1990.

## Kariera reprezentacyjna
Oswaldo występował w olimpijskiej reprezentacji Brazylii. W 1979 uczestniczył w Igrzyskach Panamerykańskich, na których Brazylia zdobyła złoty medal. Na turnieju w San Juan wystąpił tylko w meczu z Kubą.